# Joe Corrigan
Joseph Thomas "Joe" Corrigan (født 18. november 1948 i Manchester, England) er en tidligere engelsk fodboldspiller, der spillede som målmand. Han var på klubplan primært tilknyttet Manchester City, hvor han spillede i 16 sæsoner. Her var han med til at blive både engelsk mester og at vinde Pokalvindernes Europa Cup.
Corrigan blev desuden noteret for ni kampe for Englands landshold. Han repræsenterede sit land ved både EM i 1980 og VM i 1982.

## Titler
Engelsk 1. division
- 1968 med Manchester City

FA Cup
- 1969 med Manchester City

Football League Cup
- 1970 og 1976 med Manchester City

Charity Shield
- 1968 og 1972 med Manchester City

Pokalvindernes Europa Cup
- 1970 med Manchester City